# Volta a Suïssa 1936
La Volta a Suïssa 1936 és la 4a edició de la Volta a Suïssa. Aquesta edició es disputà del 20 al 27 de juny de 1936, amb un recorregut de 1.657,3 km distribuïts en 7 etapes, una d'elles amb dos sectors. L'inici i final de la cursa fou a Zúric. El vencedor final fou el belga Henri Garnier, seguit pel també belga Gustaaf Deloor i el suís Leo Amberg. Garnier també guanyà la classificació de la muntanya, mentre Bèlgica fou el millor equip.

## Etapes
| Etapa | Data       | Recorregut                  | Km    | Vencedor d'etapa       | Líder de la general |
| ----- | ---------- | --------------------------- | ----- | ---------------------- | ------------------- |
| 1ª    | 20 de juny | Zúric - Davos               | 227,6 | Henri Garnier (BEL)    | Henri Garnier (BEL) |
| 2ª    | 21 de juny | Davos - Lugano              | 233,3 | Augusto Introzzi (ITA) | Henri Garnier (BEL) |
| 3ª    | 22 de juny | Lugano - Lucerna            | 205,4 | August Erne (SUI)      | Henri Garnier (BEL) |
| 4ªa   | 23 de juny | Lucerna - Berna             | 144,5 | Paul Egli (SUI)        | Henri Garnier (BEL) |
| 4ªb   | 23 de juny | Berna - Ginebra             | 172,2 | Paul Egli (SUI)        | Henri Garnier (BEL) |
| 5ª    | 25 de juny | Ginebra - La Chaux-de-Fonds | 182,1 | Edouard Vissers (BEL)  | Henri Garnier (BEL) |
| 6ª    | 26 de juny | La Chaux-de-Fonds - Basilea | 229,7 | Theo Heimann (SUI)     | Henri Garnier (BEL) |
| 7ª    | 27 de juny | Basilea - Zúric             | 262,5 | Max Bulla (AUT)        | Henri Garnier (BEL) |

## Classificació final
| Pos. | Ciclista                 | Equip   | Temps       |
| ---- | ------------------------ | ------- | ----------- |
| 1    | Henri Garnier (BEL)      | Bèlgica | 49h 34' 25" |
| 2    | Gustaaf Deloor (BEL)     | Bèlgica | + 7' 20"    |
| 3    | Leo Amberg (SUI)         | Suïssa  | + 23' 44"   |
| 4    | Walter Blattmann (SUI)   | Suïssa  | + 23' 58"   |
| 5    | Léon Level (FRA)         | França  | + 24' 30"   |
| 6    | Alfons Deloor (BEL)      | Bèlgica | + 25' 06"   |
| 7    | Paul Egli (SUI)          | Suïssa  | + 27' 23"   |
| 8    | Rafael Ramos Pérez (ESP) | Espanya | + 28' 47"   |
| 9    | August Erne (SUI)        | Suïssa  | + 31' 02"   |
| 10   | Alfredo Malmesi (ITA)    | Itàlia  | + 32' 59"   |